# Leipziger Schule
Als Leipziger Schule bezeichnet man mehrere wissenschaftliche Schulen, die an der Universität Leipzig entstanden sind, zumal in den Fächern Soziologie, Psychologie und Linguistik.

## Soziologie
Ob es eine Leipziger Schule der Soziologie gegeben hat, ist stark umstritten. Es kursiert seit 1959 die Rede, es hätte eine solche Schule seit den späten 1920er Jahren gegeben. Im engeren (und meist gebrauchten) Sinn wird als Leipziger Schule der Soziologie der Kreis von Gelehrten bezeichnet, den der Kulturphilosoph und Soziologe Hans Freyer an der Universität Leipzig um sich gebildet hätte. Freyers in der Jugendbewegung geprägte Haltung schloss – für seine Person – eine begrenzte ('bündische') Liberalität gegenüber Abweichlern ein. Mit der damaligen Leipziger Soziologie werden neben Hans Freyer die Wissenschaftler Arnold Gehlen, Gotthard Günther, Gunther Ipsen, Karl Heinz Pfeffer, Helmut Schelsky, Hans Linde und Helmut Haufe verbunden. (s. Literatur zur Soziologie unten).
Wenn von einer soziologischen Schulbildung keine Rede sein konnte, so ist doch auffallend, dass zahlreiche Leipziger Soziologen, Sozial- und Wirtschaftswissenschaftler starke Affinitäten zur empirischen Raumforschung (und nach 1945 zum Teil zur Dortmunder "Realsoziologie") aufwiesen: Hans Linde, Karl Heinz Pfeffer, Walter Hildebrandt, Hans-Jürgen Seraphim, Hans Freyer, Erika Fischer, Friedrich Bülow, Erich Dittrich, Gunther Ipsen, Karl C. Thalheim, Wolfgang Schmerler, Karl Valentin Müller u. a.

## Psychologie
Auch in der Psychologie spricht man von einer Leipziger Schule. Sie wird in eine „erste Leipziger Schule“ (Wilhelm Wundt mit seiner Völkerpsychologie – siehe auch Wundt-Laboratorium) und in eine „zweite Leipziger Schule“ (Felix Krueger, Friedrich Sander) unterschieden. Die „zweite Leipziger Schule“ wurde stark durch völkisches, antisemitisches und nationalsozialistisches Gedankengut beeinflusst.

## Linguistik
Unter Leipziger Schule versteht man in der Indogermanistik auch die als Junggrammatiker bezeichneten Forscher um Karl Brugmann und August Leskien im letzten Drittel des 19. Jahrhunderts.

## Orientalistik
Ebenfalls als „Leipziger Schule“ wurde eine Hauptrichtung der Arabistik und Altertumswissenschaften in der ehemaligen DDR bezeichnet, als deren Hauptvertreter bzw. Vordenker der Professor Lothar Rathmann am Orientalischen Institut der Karl-Marx-Universität galt. Schüler Rathmanns waren z. B. Gerhard Höpp und Gerhard Hoffmann.
Die orientalistischen und islamwissenschaftlichen Fachbereiche der Martin-Luther-Universität Halle-Wittenberg im naheliegenden Halle (Saale) folgten lange dieser Leipziger Schule.